# Liste der Monuments historiques in Viviers-sur-Chiers
Die Liste der Monuments historiques in Viviers-sur-Chiers führt die Monuments historiques in der französischen Gemeinde Viviers-sur-Chiers auf.

## Liste der Objekte
| Bezeichnung | Beschreibung                                             | Standort                       | Kennzeichnung | Schutzstatus | Datum | Bild |
| ----------- | -------------------------------------------------------- | ------------------------------ | ------------- | ------------ | ----- | ---- |
| Beichtstuhl | Eichenholz, bemalt, zweites Viertel des 18. Jahrhunderts | in der Kirche St-Martin (Lage) | PM54002010    | Inscrit      | 1991  |      |